# Notopleura rothschildi
Notopleura rothschildi är en insektsart som beskrevs av Boris Petrovich Uvarov 1923. Notopleura rothschildi ingår i släktet Notopleura och familjen gräshoppor. Inga underarter finns listade i Catalogue of Life.